# Peter Berker
Peter Berker (* 28. November 1952; † 1. Dezember 2021) war ein deutscher Diplompädagoge, Supervisor, Sozialwissenschaftler und Hochschullehrer.
Er war Rektor der Katholischen Hochschule Nordrhein-Westfalen (KFH NW), ab 2000 Katholische Hochschule Rheinlandwestfalen (KatHo).

## Leben
Berker studierte von 1972 bis 1977 in Münster Sozialpädagogik, Publizistik, Soziologie und Psychologie mit dem Abschluss Diplom-Pädagoge.
Es schloss sich ein Promotionsstudium (Dr. phil.) der Erziehungswissenschaften mit den Nebenfächern Soziologie und Publizistik an, das er 1983 mit einer Arbeit über Christen Kolds Volkshochschule abschloss. Daneben bildete er sich in der Arbeit mit Einzelnen und Gruppen 1978–1980 weiter, es folgte eine Qualifizierung in Supervision 1981–1983.
Peter Berker arbeitete von 1976 bis 1900 in der offenen und verbandlichen Jugendarbeit, der Familienbildung, der Heimerziehung, sowie in der Aus- und Weiterbildung. Ab 1990 übernahm er die Aufgabe eines Professors an der KFH NW, Abt. Münster. Neben Forschung und Lehre nahm er die 1993 bis 1996 Aufgabe eines Prodekans (stellvertretenden Abteilungsleiters), von 1996 bis 2000 die eines Dekans (Abteilungsleiters) wahr. Von 2000 bis 2004 und von 2010 bis 2016 war er Rektor der KFH NW.

### Mitarbeit in Gremien, Projekten und Redaktionen (Auswahl)
- Rektorenkonferenz kirchlicher Fachhochschulen (RKF), Präsident von 2001 bis 2002.
- Landesrektorenkonferenz der Fachhochschulen in NRW, Vorstandsmitglied von 2003 bis 2004.
- Zeitschrift "Supervision", Redakteur und Mitherausgeber von 1984 bis 2005.
- Leiter des Weiterbildungsstudienganges Sozialmanagement von 2005 bis 2009.
- Katholische Fachhochschule Nordrhein-Westfalen (KFH NW) (ab 2000) Katholische Hochschule Rheinlandwestfalen (KatHo) 2000 bis 2004 und 2010 bis 2016.

### Schwerpunkte in Lehre und Forschung
- Sozialmanagement
- Organisationsentwicklung
- Supervision
- Erziehung und Bildung in Sozialer Arbeit
- Geschichte Sozialer Arbeit
- Soziale Arbeit

## Werke (in Auswahl)

### Publikationen in Buchform

#### Als Autor
- Christen Kolds Volkshochschule – eine Studie zur Erwachsenenbildung im Dänemark des 19. Jahrhunderts (= Erziehungswissenschaft, Band 10), Lit, Münster 1984, ISBN 978-3-88660-094-6, (Zugleich Hochschulschrift: Münster (Westfalen), Univ., Diss.).

#### Als Herausgeber
- Supervision im engagierten Dialog (= Supervision, Heft 31), Fachhochschul-Verlag, Frankfurt am Main 1997.
- mit Margret Nemann (Hrsg.), Jörg Baur (Hrsg.), Lothar Krapohl (Hrsg.), Supervision in Bewegung. Ansichten – Aussichten (= Schriften der Katholischen Fachhochschule Nordrhein-Westfalen, Band 8), Opladen, Farmington Hills, Michigan 2008, ISBN  978-3-938094-75-4.
- mit Jörg Baur (Hrsg.), Margret Nemann (Hrsg.), Supervision in der Beobachtung. Forschungs und praxisbezogene Perspektiven. (= Schriften der KatHO NRW, Band 22), Opladen, Farmington Hills, Michigan 2015, ISBN 978-3-8474-0644-0.

##### Herausgeberschaften von Themenheften der Zeitschrift "Supervision"
- Supervision im Feld, (= Zeitschrift "Supervision" Heft 9) Münster 1986)
- mit Marianne Hege (Hrsg.), Supervision in der Ausbildung (= Zeitschrift "Supervision" Heft 13), Münster 1988
- Supervision in alternativen Projekten, (= Zeitschrift "Supervision" Heft 15), Münster 1989, 98 Seiten
- Felderkundungen, (= Zeitschrift "Supervision" Heft 21) Frankfurt 1992
- Kontrollsupervision, (= Zeitschrift "Supervision", Heft 27) Frankfurt 1995.
- Supervision – ein Instrument der Personalentwicklung, Frankfurt 1995. (= Zeitschrift „Supervision“, Sonderheft 1995)
- mit Wolfgang Weigand (Hrsg.), Supervision im engagierten Dialog (= Zeitschrift "Supervision", Heft 31) Frankfurt 1997.
- mit Ferdinand Buer (Hrsg.), Praxisnahe Supervisionsforschung, Münster 1998.
- mit Lothar Krapohl (Hrsg.), Kultur, (= Zeitschrift ”Supervision”, Heft 35) Münster 1999.

### Beiträge in Sammelwerken
- mit Thomas Hülshoff, Familienbilder – Familienrekonstruktion und professionelle Familienarbeit, in: Katholische Fachhochschule NW, Abt. Münster (Hrsg.), Theorie und Praxis sozialer und pädagogischer Lehre, Münster 1992, S. 133–146.
- Autorität und Institutionalisierung, in: Bernd Jansen (Hrsg.), C. Jung (Hrsg.), C. Schrapper (Hrsg.), M. Thiesmeier. (Hrsg.), Krisen und Gewalt. Ursachen, Konzepte und Handlungsstrategien in der Jugendhilfe, Votum-Verlag, Münster 1993, ISBN 978-3-926549-66-2, S. 186–194.
- Entwicklung durch Beteiligung – Organisationsentwicklung innerhalb von Verwaltung, in: Christian Schrapper (Hrsg.), Landschaftsverband Rheinland (Hrsg.), Qualität und Kosten im ASD. Konzepte zur Planung und Steuerung der Hilfen zur Erziehung durch kommunale soziale Dienste, Votum, Münster 1998, ISBN 978-3-933158-06-2, S. 144–162.
- Hilfeplanung im Team,  in: Christian Schrapper (Hrsg.), Qualität und Kosten im ASD, Votum, Münster 1998, S. 176–181.
- Teamarbeit/Kollegiale Beratung, In: Woge e.V., Institut für Soziale Arbeit (Hrsg.), Handbuch der Sozialen Arbeit mit Kinderflüchtlingen, Votum, Münster 1999, ISBN 978-3-933158-08-6, S. 559–566.
- Externe Supervision – Interne Supervision, in: Harald Pühl (Hrsg.), Handbuch der Supervision 2, Berlin 1994, ISBN 978-3-89166-180-2, S. 344–352, (2. überarbeitete Auflage, Berlin 2000, ISBN 978-3-89166-987-7, S. 286–296).
- Der Beitrag von Supervision zur Qualitätsdiskussion, in: Peter Berker (Hrsg.), W. Weigand (Hrsg.), Supervision im engagierten Dialog, Frankfurt 1997, S. 17–31.
- Supervision als Dienstleistung, in: Österreichische Vereinigung für Supervision (Hrsg.), Supervision – eine kritische Dienstleistung, Innsbruck 1997, S. 18–26.
- mit Monika Thiesmeier, Kollegiale Beratung als Sicherung von Entscheidungen im ASD, in: Institut für soziale Arbeit e.V. (Hrsg.), Familien in Krisen – Kinder in Not, Münster 1997, S. 124–126.
- Supervision als Lern- und Lehrform – ihr Stellenwert in Ausbildungen an der Fachhochschule, in: Siegfried Mrochen (Hrsg.), E. Berchtold (Hrsg.), A. Hesse (Hrsg.), Standortbestimmung sozialpädagogischer und sozialarbeiterischer Methoden. Dokumentation einer Arbeitstagung in Siegen, 17. – 20. April 1996, Deutscher Studien-Verlag, Weinheim 1998, ISBN 978-3-89271-767-6, S. 154–159.
- Perspektiven der Supervisionsforschung, in: Peter Berker (Hrsg.), Ferdinand Buer (Hrsg.), Praxisnahe Supervisionsforschung. Felder – Designs – Ergebnisse (= Schriften aus der Deutschen Gesellschaft für Supervision, Band 1), Votum Verlag, Münster 1998, ISBN 978-3-930405-91-6, S. 246–251.
- Innensteuerung durch Supervision, in Joachim Merchel (Hrsg.), Qualität in der Jugendhilfe. Kriterien und Bewertungsmöglichkeiten, Münster 1998, ISBN 978-3-930405-81-7, S. 312–325.
- Ein Ort für Qualität: Supervision, in: Wolfgang Kühl (Hrsg.), Qualitätsentwicklung durch Supervision (= Schriften aus der Deutschen Gesellschaft für Supervision, Band 3), Votum, Münster 1999, ISBN 978-3-933158-05-5, S. 64–82.
- Interne und externe Supervision. Ein Vergleich, in: Harald Pühl (Hrsg.), Das aktuelle Handbuch der Supervision. Grundlagen – Praxis – Perspektiven, Psychosozial-Verlag, Gießen 2017, ISBN 978-3-8379-2645-3, S. 334–347.

### Lexikonartikel
- Animation und Spiel,  in: Ulrich Baer, Wörterbuch der Spielpädagogik (= Reihe LenoZ, Band 12), Lenos-Verlag und Z-Verlag, Basel 1981, ISBN 978-3-85787-088-0, S. 24–25.
- Arbeit und Spiel, in: Ulrich Baer, Wörterbuch der Spielpädagogik, Basel 1981, S. 29–32
- Kreativität und Spiel, in: Ulrich Baer, Wörterbuch der Spielpädagogik, Basel 1981, S. 121–121.
- Schule und Spiel, in: Ulrich Baer, Wörterbuch der Spielpädagogik, Basel 1981, S. 153–156
- Sensibilität, in: Roman Bleistein (Hrsg.), Gertrud Casel (Hrsg.), Lexikon der kirchlichen Jugendarbeit, Kösel-Verlag, München, und Verlag Haus Altenberg Düsseldorf 1985, ISBN 978-3-466-36143-4, S. 160–161.

### Zeitschriftenartikel
- mit Ullrich Beumer, Theo Niederschmid, Aspekte kommunikativer Jugendverbandsarbeit, in: Katechetische Blätter, 1981, Heft 1, S. 52–58.
- Jugend ohne Institutionen – Institutionen ohne Jugend, in: Thema Jugend, 1993, Heft 1, S. 78.
- Jugend ohne Institutionen – Institutionen ohne Jugend, in: Die Demokratische Schule, 5/1993, Heft 5, S. 9 (gekürzter Nachdruck)
- Lernen, was Supervision ist, in: Marianne Hege (Hrsg.), Peter Berker (Hrsg.), Supervision in der Ausbildung, (Zeitschrift „Supervision“ Heft 13), Münster 1988, S. 51–61
- Das Unfertige und Unverstandene  – Versuch über den Erfolg der Supervision, in: W. Weigand (Hrsg.) Berufspolitik – Supervisoren organisieren sich (= Zeitschrift  "Supervision" Heft 16)  Münster 1989, S. 69–71
- Felddynamik, in: Peter Berker (Hrsg.) Felderkundungen, (= Zeitschrift "Supervision" Heft 21)  Frankfurt 1992, S. 3–9
- Kollegiale Supervisionsgruppen – kompetent, vertrauensvoll, entlastend, in: Peter Berker (Hrsg.), Kontrollsupervision (= Zeitschrift "Supervision" Heft 27), Frankfurt 1995, S. 70–75
- Qualitätssicherung und Supervision, in: DGSv-Aktuell, 1997, Heft 3, S. 6–7.
- Qualität durch Supervision – Qualität von Supervision, in: Forum Supervision, Sonderheft 2, März 1998, S. 10–18
- Von der Werkstatt zum Planungsbüro? Supervision und Soziale Arbeit im Zeitraffer, in: Zeitschrift „Supervision“, 2002, Heft 2, S. 85–87.

| Personendaten    | Personendaten                                                             |
| ---------------- | ------------------------------------------------------------------------- |
| NAME             | Berker, Peter                                                             |
| KURZBESCHREIBUNG | deutscher Pädagoge, Supervisor, Sozialwissenschaftler und Hochschullehrer |
| GEBURTSDATUM     | 28. November 1952                                                         |
| STERBEDATUM      | 1. Dezember 2021                                                          |